# غایة المراد فی شرح نکت الارشاد
غایة المراد فی شرح نکت الارشاد کتابی از شهید اول و شهید ثانی است.

## تصحیح
تصحیح این کتاب در سال ۱۳۷۲ منتشر و در مراسم کتاب سال جمهوری اسلامی ایران به‌عنوان کتاب برگزیده معرفی شد.